# السياحة في اليابان

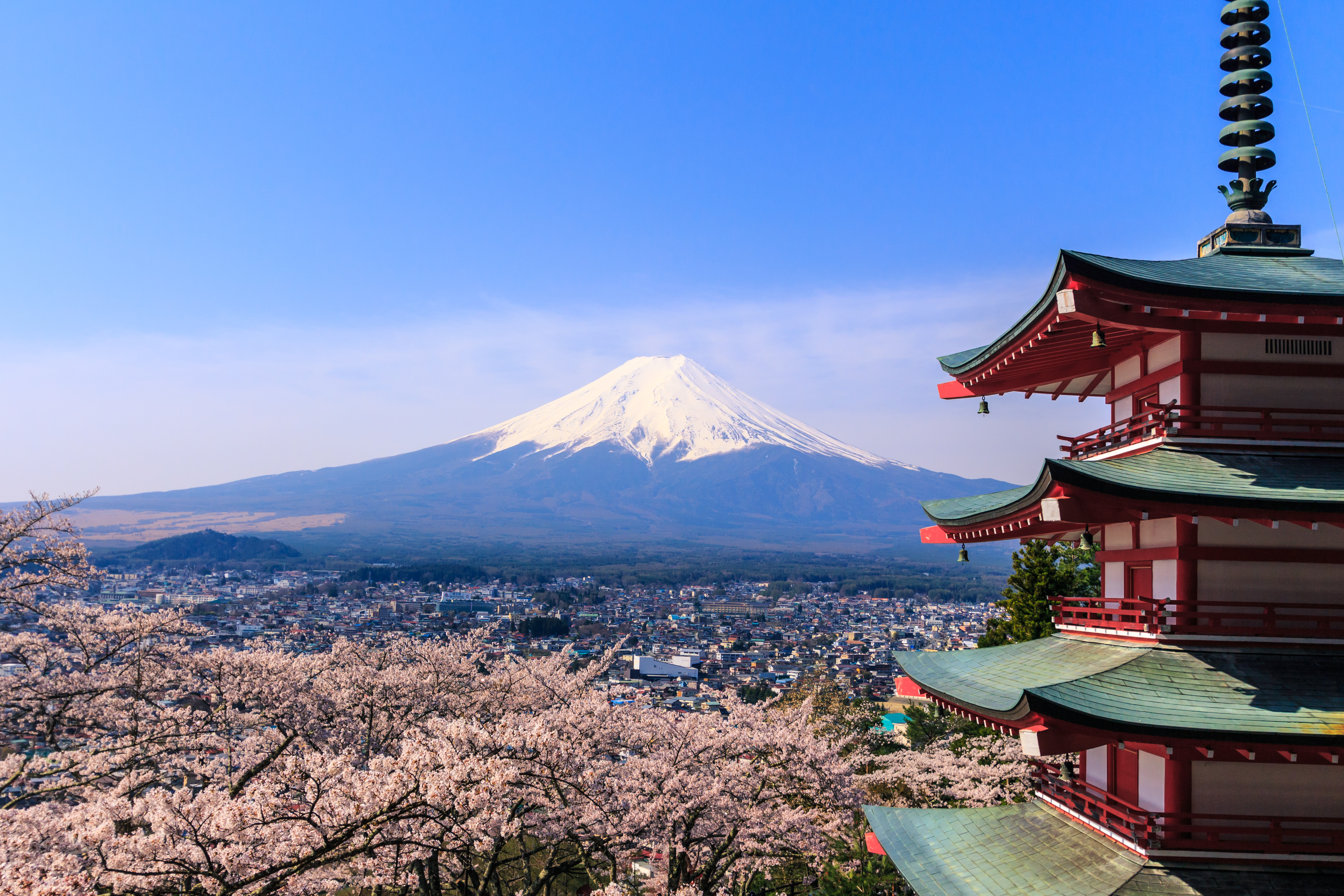
قمة جبل فوجي في اليابان

السياحة في اليابان تعتبر اليابان من أكثر الدول استقطابا للسواح في شرق اسيا. زار اليابان في عام 2008 حوالي 8.3 مليون وهو الأكبر في تاريخ اليابان ويفوق عدد السواح في سنغافورة وأيرلندا معا، ومن أشهر المدن السياحية في اليابان هي كيوتو اوجي ويوجي واوتسو. حيث زار مدينة كيوتو وحدها 30 مليون سائح منذ زمن طويل. وتشهد مدينتي طوكيو ونارا نموا كبيرا في عدد السواح.

## السياحة اليوم

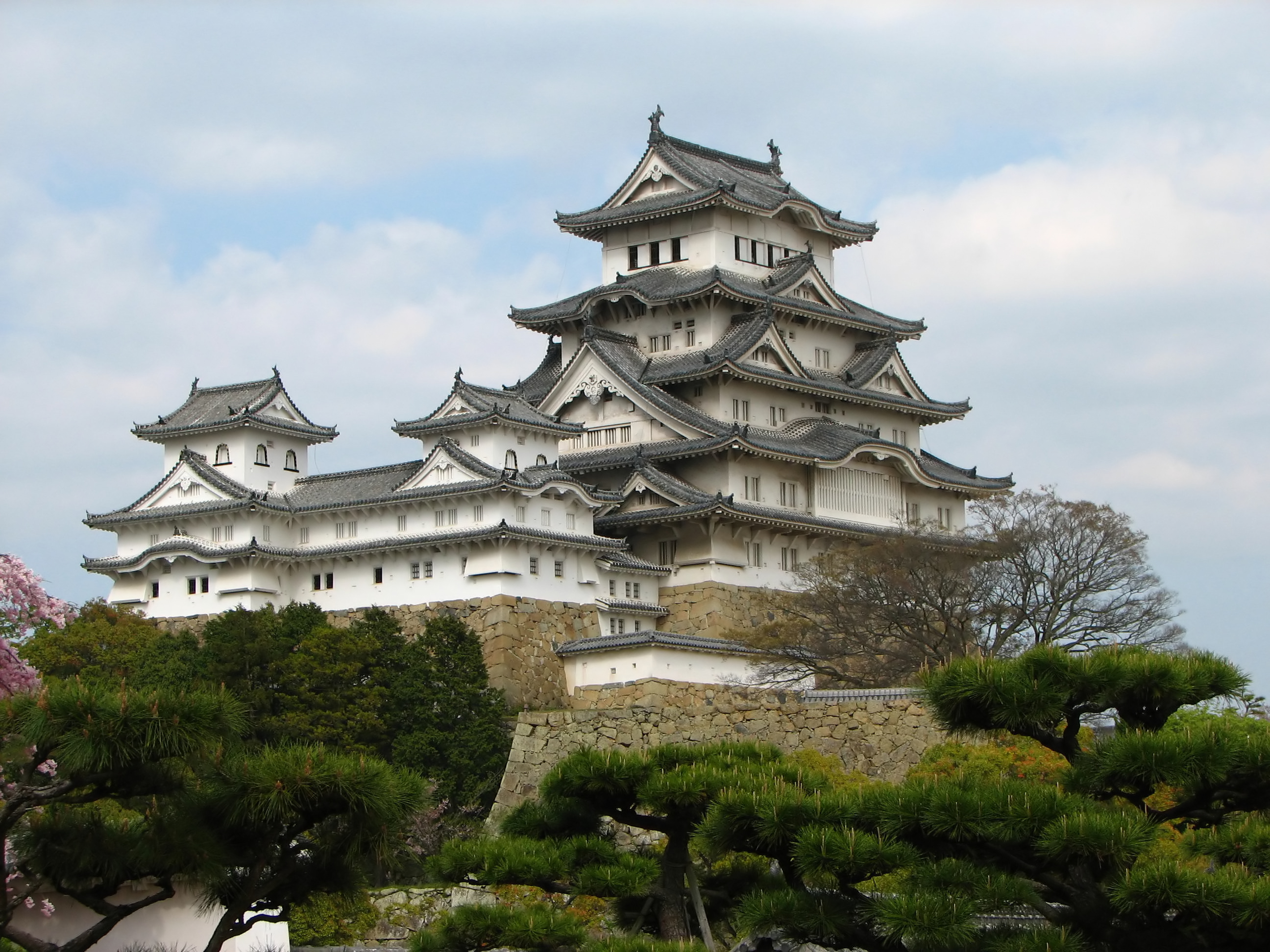
قلعة هيميجي: معلم تاريخي بارز في محافظة هيوغو، اليابان

يقصد الكثير من السواح ديزني لاند والمسماة Tokyo disney land وبرج طوكيو الذي يشبة برج ايفل في باريس وكذلك قلعة هيميجي وقمة جبل فوجي قرب طوكيو والذي هو بركان في الحقيقة وبحيرة تويا أو نوياكو التي استضافت قمة الثمانية في عام 2008. وتتفوق اليابان على الكثير من دول العالم من حيث عدد السواح حيث تفوقت على جارتها كوريا الجنوبية التي زارها حوالي 2.7 مليون أي حوالي 27% من عدد سياح اليابان.
السياحة بعد كارثة فوكوشيما
بعد الخطر الكبير الذي هدد مفاعل فوكوشيما النووي بسبب التسونامي الذي ضرب اليابان في 11/3/2011 قل عدد السواح في اليابان في عام 2011 بشكل كبير مقارنتا بالسنين السابقة. لكن في أكتوبر 2011 وبعد زوال خطر مفاعل فوكوشيما النووي زاد عدد السواح حيث وصل 10 آلاف سائح أجنبي. ومن أجل تعويض خسائر عام 2011 يتوقع من اليابان ان توفر تذاكر مجانية في عام 2012.